# Plectrocnemia appensata
Plectrocnemia appensata är en nattsländeart som beskrevs av Wolfram Mey 1996. Plectrocnemia appensata ingår i släktet Plectrocnemia och familjen fångstnätnattsländor. Inga underarter finns listade i Catalogue of Life.